# Parallelen
Parallelen (Originaltitel: Parallels) ist die elfte Folge der siebenten Staffel der US-amerikanischen Science-Fiction-Fernsehserie Raumschiff Enterprise – Das nächste Jahrhundert. Sie wurde in den Vereinigten Staaten über Syndication vermarktet und erstmals am 29. November 1993 auf verschiedenen Fernsehsendern ausgestrahlt. In Deutschland war sie zum ersten Mal am 7. Juli 1994 in einer synchronisierten Fassung auf Sat.1 zu sehen.

## Handlung
Im Jahr 2370 bei Sternzeit 47391.2 kehrt Sicherheitschef Worf nach einem gewonnenen Bat’leth-Wettkampf auf Forcas III in einem Shuttle auf die Enterprise zurück. Da die Rückkehr mit seinem Geburtstag zusammenfällt, veranstaltet der erste Offizier Will Riker eine Überraschungsparty in Worfs Quartier. Worf ist davon nicht begeistert, lässt die Feier aber über sich ergehen. Plötzlich verspürt er ein Schwindelgefühl und hat danach den Eindruck, als ob sich einige Dinge verändert hätten. Sein Geburtstagskuchen scheint ein anderer zu sein und unter den Gästen erscheint auf einmal Captain Picard, obwohl es vorher hieß, er sei auf der Brücke unabkömmlich.
Nach der Feier fliegt die Enterprise zur Argus-Phalanx, einem wichtigen Subraum-Teleskop der Föderation. Sie soll den plötzlichen Ausfall der Datenübermittlung untersuchen. Der zweite Offizier Data findet heraus, dass die Phalanx normal funktioniert, aber von irgendjemandem manipuliert wurde. Die Datenübermittlung wurde in einen unbewohnten Sektor des Weltraums umgeleitet, von sie von einem Raumschiff abgefangen werden könnte. Nach dieser ersten Untersuchung trifft sich Worf mit Schiffsberaterin Deanna Troi. Sie war ihm stets eine große Hilfe bei seiner schwierigen Aufgabe als alleinerziehender Vater. Worf möchte sie nun bitten, als Ersatzmutter für seinen Sohn Alexander zu sorgen, falls er nicht mehr dazu in der Lage wäre. Troi fühlt sich durch diese Bitte sehr geehrt und stimmt zu. Inzwischen hat ein Außenteam die Aufzeichnungen der Argus-Phalanx gesichert und Worf macht sich zusammen mit Picard, Data und Chefingenieur Geordi La Forge an die Auswertung. Sie finden heraus, dass die Phalanx von den Cardassianern umprogrammiert wurde, um wichtige Einrichtungen der Sternenflotte auszuspionieren. Erneut verspürt Worf ein Schwindelgefühl und begibt sich auf die Krankenstation. Schiffsärztin Beverly Crusher vermutet, dies sei eine Nachwirkung seiner Gehirnerschütterung. Worf ist verwirrt, denn er weiß nichts von einer Gehirnerschütterung. Crusher erklärt, sie meine die Gehirnerschütterung, die er sich bei einer Niederlage im Bat’leth-Wettkampf zugezogen hat. Worf will ihr beweisen, dass er unbesiegt geblieben ist, in seinem Quartier findet er aber auf einmal eine Trophäe für den neunten Platz vor.
Als er seinen Dienst wieder antritt, fragt ihn Data nach der metallurgischen Analyse der Argus-Phalanx, doch Worf erinnert sich nicht, dass er eine durchführen sollte. Kurz darauf trifft sich die Enterprise mit einem cardassianischen Kriegsschiff. Worf identifiziert es als dasjenige, das die Phalanx umprogrammiert hat, aber außer ihm scheint plötzlich niemand mehr etwas von den Belegen für die cardassianische Spionage zu wissen. Worf geht in sein Quartier und spricht mit Troi über die seltsamen Ereignisse. Dabei bemerkt er, dass sich ein Bild, das ihm Data geschenkt hat, verändert hat und sich an einem anderen Platz befindet. Als La Forge eintritt und ihn informiert, dass keine Hinweise auf Spionage gefunden wurden, wird Worf wieder schwindelig. Er will sich erneut auf die Krankenstation begeben, findet sich aber völlig unvermittelt auf der Brücke wieder.
Die Brücke sieht komplett verändert aus. Die Enterprise wird offenbar von einem cardassianischen Kriegsschiff angegriffen und Picard befiehlt Worf, das Feuer zu eröffnen. Die Computerkontrollen sehen für Worf aber völlig unvertraut aus. Riker springt für ihn ein und Worf bittet um eine vorübergehende Freistellung, da er sich als nicht diensttauglich einschätzt. In seinem Quartier geht er die Einträge zu seinem Bat’leth-Wettkampf durch und erfährt, dass er gar nicht selbst teilgenommen hat, sondern von seinem Bruder Kurn vertreten wurde. Troi klingelt und wundert sich, warum er die Tür verriegelt hat. Sie schlägt einen seltsam vertraulichen Tonfall an und Worf erfährt, dass er mit ihr verheiratet ist. Er kann sich aber nur daran erinnern, mit ihr befreundet zu sein. Er bespricht seine abweichenden Erinnerungen mit Data, der bemüht ist, nach einer Erklärung zu suchen, und die Umgebung des Schiffs nach temporalen Anomalien scannt, aber nicht fündig wird. Daraufhin geht er mit Worf Schritt für Schritt alle Momente durch, in denen er Veränderungen bemerkte. Worf wird sich bewusst, dass dies immer nach einem kurzen Schwindelgefühl geschah. Der einzige, der außer ihm in all diesen Momenten anwesend war, ist La Forge. Worf glaubt nicht, dass das ein Zufall sein kann. Er und Data gehen auf die Krankenstation, auf die La Forge gebracht wurde, nachdem er beim Angriff der Cardassianer schwer verletzt worden war. Sie können aber nicht mehr mit ihm reden, denn Schiffsärztin Alyssa Ogawa teilt ihnen mit, dass La Forge gestorben ist. Data findet bei einem Scan von La Forges Leiche nichts ungewöhnliches. Als er aber La Forges Sehhilfe, den VISOR, aktiviert, wird Worf wieder schwindelig.
Anstelle von Ogawa ist Crusher jetzt wieder Schiffsärztin. Worf ist nicht mehr Sicherheitschef, sondern erster Offizier. Data stellt mit einem Scan einen Quantenfluss in Worfs zellularer RNA fest. Nach einer gründlichen Analyse kommt er zu dem Schluss, dass Worf nicht in dieses Universum gehört und offenbar durch mehrere parallele Realitäten gereist ist. Da alles mit seiner Rückkehr von Forcas III begann, lässt Captain Riker den Kurs von Worfs Shuttle zurückverfolgen. Nach einer Weile findet Sicherheitschef Wesley Crusher schließlich eine kleine Anomalie. Datas Analyse ergibt, dass Worfs Shuttle die Anomalie durchflogen und dabei einen Bruch zwischen den verschiedenen Quanten-Realitäten verursacht hat. La Forges VISOR arbeitet mit einem Subraum-Differential-Impuls, der den Quantenfluss verstärkt und somit Worfs Realitätssprünge verursachte. Wesley Crusher schlägt vor, solch einen Impuls zu nutzen, um Worfs ursprüngliche Realität ausfindig zu machen.
Troi ist besorgt, was mit ihr werden soll, wenn Worf in seine Realität zurückkehrt. Worf erfährt, dass er und Troi in dieser Realität zwei Kinder haben. Dafür wurde sein Sohn Alexander aber nie geboren und diese Erkenntnis bestärkt seinen Wunsch nach einer Rückkehr. Wesley Crusher hat inzwischen damit begonnen, die Anomalie mit einem Subraum-Differential-Impuls zu scannen. Auf einmal nähert sich ein bajoranisches Kriegsschiff. Die Bajoraner sind extrem aggressiv geworden, seitdem sie die Cardassianer unterworfen haben. Sie feuern auf die Enterprise, woraufhin es zu einem Energieabfall im Impuls kommt. Dadurch destabilisiert sich die Anomalie und die Barriere zwischen den verschiedenen Quantenrealitäten wird aufgehoben. Der gesamte Sektor füllt sich rapide mit verschiedenen Enterprises. Die Bajoraner ergreifen die Flucht, doch eine Kommunikation mit den anderen Schiffen scheint schwierig, da sich mittlerweile 285.000 Enterprises gegenseitig anfunken. Dennoch übermittelt Riker Worfs Quantensignatur, in der Hoffnung, dass das richtige Schiff sich meldet. Tatsächlich meldet sich die Enterprise mit der passenden Übereinstimmung. Riker ist froh, das Gesicht von Captain Picard wiederzusehen, der in seiner Realität vor drei Jahren im Kampf gegen die Borg getötet wurde. Picard schickt das ursprüngliche Shuttle, mit dem Worf von Forcas III zurückgekehrt ist. Data rüstet es so um, dass es ein umgekehrtes Warpfeld erzeugt. Dadurch soll die Barriere zwischen den Realitäten wieder geschlossen werden. Er gibt zu bedenken, dass Worf bei dieser Prozedur einige Tage in der Vergangenheit oder Zukunft landen könnte.
Worf verabschiedet sich von Troi und macht sich auf den Weg. Plötzlich wird sein Shuttle beschossen. Riker befürchtet zunächst, die Bajoraner seien zurückgekehrt, doch es ist eine der Enterprises, die feuert. Sie wird ebenfalls von einem Captain Riker kommandiert. Er erklärt, dass sie aus einer Realität kommen, in der die Föderation von den Borg besiegt wurde. Er und seine Mannschaft gehören zu den letzten Überlebenden und sie beabsichtigen nicht, in ihre Realität zurückzukehren. Wesley Crusher will die Waffen des angreifenden Schiffs unschädlich machen, doch es ist so sehr beschädigt, dass es durch den Beschuss zerstört wird. Worf kann nun ungehindert in die Anomalie fliegen und das umgekehrte Warpfeld aktivieren. Datas Plan funktioniert und die verschiedenen Realitäten trennen sich wieder voneinander. Worf findet sich an dem Zeitpunkt wieder, an dem er vom Bat’leth-Wettkampf zurückkehrte. Als er seine Siegestrophäe sieht, weiß er, dass er in seine ursprüngliche Realität zurückgekehrt ist. Weiterhin stellt er erleichtert fest, dass Riker in dieser Realität keine Überraschungsparty für ihn geplant hat. Stattdessen besucht ihn lediglich Troi, um ihm ein kleines Geschenk zu überreichen. Sie will gleich wieder gehen, da sie weiß, dass Worf seinen Geburtstag am liebsten allein verbringt. Worf bittet sie allerdings, zum Essen zu bleiben, und bietet ihr zunächst Champagner an.

## Verbindungen zu anderen Star-Trek-Produktionen
Gemäß der angegebenen Sternzeit spielt die Handlung von Parallelen zeitgleich mit Folge 2.10 (Auge des Universums) von Star Trek: Deep Space Nine.
Die Argus-Phalanx spielte bereits in Folge 4.19 (Die Reise ins Ungewisse) von Raumschiff Enterprise – Das nächste Jahrhundert eine Rolle.
Parallelen nimmt außerdem Bezug auf weitere frühere Folgen von Raumschiff Enterprise – Das nächste Jahrhundert, deren Handlungen in den alternativen Realitäten abweichende Ausgänge genommen haben. So wurde in der Realität, in der Riker die Enterprise kommandiert, Captain Picard während des Zwischenfalls mit den Borg in der Doppelfolge 3.26/4.01 (In den Händen der Borg / Angriffsziel Erde) getötet. In den Realitäten, in denen Worf und Troi verheiratet sind, begann ihre Beziehung nach Worfs Verletzung in Folge 5.16 (Die Operation).
Einige Elemente aus dieser Folge wurden in späteren Star-Trek-Produktionen wieder aufgegriffen:
- Die in dieser Folge aufkeimende Romanze zwischen Worf und Troi wurde noch in mehreren weiteren Folgen von Raumschiff Enterprise – Das nächste Jahrhundert thematisiert, insbesondere in der finalen Doppelfolge 7.25/26 (Gestern, heute, morgen), in den anschließenden Spielfilmen aber wieder fallengelassen. Stattdessen kommt es in den folgenden Spielfilmen zu einem Wiederaufflammen der Liebe zwischen Troi und Riker, während Worf in der Serie Star Trek: Deep Space Nine eine Beziehung mit Jadzia Dax eingeht.
- Der Planet Forcas III wird im Spielfilm Star Trek: Treffen der Generationen von 1994 noch einmal erwähnt.
- In Folge 3.09 (Terra Firma, Teil 1) von Star Trek: Discovery aus dem Jahr 2020 wird Worfs Bat’leth-Wettkampf in einem Zeitungsartikel erwähnt.
- In Folge 1.04 (Grundlagen der temporalen Mechanik) der animierten Serie Star Trek: Prodigy aus dem Jahr 2024 wird Worfs Methode, um in seine Realität zurückzukehren, noch einmal erwähnt.

## Produktion

### Drehbuch
Brannon Braga wollte die Geschichte ursprünglich aus der Sicht von Captain Picard erzählen, merkte dann aber, dass es mit ihm deutlich weniger Potenzial für Veränderungen in den verschiedenen Realitäten gab. Worf erschien ihm schließlich die bessere Wahl und Braga fügte eine Beziehung zwischen ihm und Troi in einigen der alternativen Realitäten hinzu.

### Darsteller
Ursprünglich war geplant, dass Denise Crosby erneut als Sicherheitschefin Tasha Yar zu sehen sein sollte, doch es wurde befürchtet, dass die Geschichte dann zu stark an Folge 3.15 (Die alte Enterprise) erinnern würde. Stattdessen nahm Wil Wheaton seine Rolle als Wesley Crusher wieder auf, der in einer alternativen Realität Sicherheitschef der Enterprise ist.
Mark Bramhall, Darsteller von Gul Nador, spielte auch einen vulkanischen Ältesten im Spielfilm Star Trek von 2009.

### Maske und Kostüme
Die Kommunikatoren an den Sternenflottenuniformen in mehreren alternativen Realitäten waren bereits in Folge 4.08 (Gedächtnisverlust) in einer fiktiven Realität zu sehen.
In einer der alternativen Realitäten trägt Schauspieler Brent Spiner keine Kontaktlinsen. Die Augen seiner Figur Data erscheinen dadurch blau statt wie üblich gelb.
Deanna Troi (Marina Sirtis) trägt in dieser Folge noch einmal sämtliche Kostüme, die sie in den früheren Folgen der Serie regelmäßig getragen hatte, mit Ausnahme der Kostüme aus der ersten Staffel.

### Kulissen
Das Set der Brücke der Enterprise wurde für einige der alternativen Realitäten erheblich umgestaltet:
- Die kleinteiligen, grauen Wandvertäfelungen an den Seitenwänden wurden durch großflächigere, rotbraune Verkleidungen ersetzt.
- Auch die hufeisenförmige Einfassung der taktischen Konsole wurde zu rotbraun verändert und weist keine Holzmaserung mehr auf. Die Mittelstütze der Konsole ist nicht mehr beige, sondern silbern. Sie weist zudem einen zusätzlichen Aufsatz über dem Stuhl des Captains auf. Der Freiraum links und rechts der Mittelstütze wurde mit silbernen Paneelen verkleidet.
- Die Conn- und Ops-Konsolen erhielten ebenfalls eine silberne Verkleidung.
- Nach einem weiteren Realitätssprung kommt eine zusätzliche Konsole unterhalb des Hauptbildschirms hinzu.
- Der Stuhl des Captains ist jetzt teilweise rot gepolstert und steht auf einer erhöhten Plattform. Die Stühle des ersten Offiziers und des Counselors fehlen; an ihrer Stelle befinden sich zwei silberne Streben, die zur Einfassung der taktischen Konsole gehören.
- Hinter der taktischen Konsole ist eine transparente Tafel mit einem Schaubild der Enterprise aufgestellt.[2]

Einige dieser Brückenmodifikationen wurden in der finalen Doppelfolge Gestern, heute, morgen wiederverwendet, um die Brücke der modernisierten Enterprise in der alternativen Zukunft des Jahres 2395 darzustellen.
In einer der alternativen Realitäten ist im Maschinenraum ein veränderter Warpkern zu sehen. Hierfür wurde der modifizierte Warpkern wiederverwendet, der in Folge 7.06 (Traumanalyse) zu sehen war.
In der Realität, in der Riker die Enterprise kommandiert, ist der Bereitschaftsraum des Captains umdekoriert. Zur Dekoration gehören hier Rikers persönliche Gegenstände, darunter seine Posaune.

### Effekte
Das Bildrauschen bei Übertragungsstörungen wurde in dieser Folge erstmals digital erzeugt.

## Rezeption
Keith DeCandido bewertete Parallelen 2013 auf tor.com als eine der besten Folgen von Raumschiff Enterprise – Das nächste Jahrhundert, in der alles perfekt zusammenpasst. Er mochte die vielen kleinen Details, die sich zwischen den einzelnen Realitäten verändern. Worf fand er die perfekte Wahl als Hauptfigur der Folge, da keiner der Hauptdarsteller frustrierte Verwirrtheit so gut spielen könne wie Michael Dorn. Die Szene, in der eine Enterprise aus einer Realität, in der die Borg gesiegt haben, auf Worfs Shuttle feuert, um nicht zurückkehren zu müssen, fand DeCandido emotional extrem mitreißend.
Charlie Jane Anders führte Parallelen 2014 auf gizmodo.com in einer Liste der 100 besten bis dahin ausgestrahlten Star-Trek-Folgen auf Platz 84.
Aaron Couch und Graeme McMillan	erstellten 2016 anlässlich des 50-jährigen Jubiläums von Star Trek in Zusammenarbeit mit verschiedenen Beteiligten aus dem Franchise für den Hollywood Reporter eine Liste der 100 besten bis dahin ausgestrahlten Folgen. Parallelen wurde hierbei auf Platz 43 gewählt.
Aaron Couch und Graeme McMillan erstellten 2016 für den Hollywood Reporter eine Liste der 25 besten Folgen von Raumschiff Enterprise – Das nächste Jahrhundert. Parallelen landete dabei auf Platz 14.
Mike Bloom zählte Parallelen 2019 auf der Website hollywoodreporter.com als eine der 25 besten Folgen von Raumschiff Enterprise – Das nächste Jahrhundert.